# Cirkulationsandning
Cirkulationsandning är en andningsmetod som används till vissa blåsinstrument för att producera en lång ton utan andningspaus. Det är vanligast att cirkulationsandas när man spelar bleckblåsinstrument, näverlur, alphorn eller didjeridu på grund av att luftåtgången är relativt låg och måste pressas ur munnen. Metoden går till på så sätt att när man startat tonen och vill ta ett andetag så fyller man kinderna med luft som man pressar ut samtidigt som man tar ett kort andetag med näsan. Tekniken kan liknas vid hur en säckpipa fungerar, där kinderna fungerar som "säcken". När kinderna är fyllda med luft är det bara att stänga bak i munnen och ta ett andetag genom näsan samtidigt som luften pressas ut. Att stänga bak i munnen kan man öva på genom att hålla en uppblåst ballong mellan läpparna så att ballongens öppning är öppen in i munnen. Ballongen ska fortsätta vara uppblåst och du ska andas under tiden. Ett bra sätt att träna på att få ett konstant luftflöde utåt är att försöka få vattnet i ett vattenglas att bubbla konstant när man blåser genom ett sugrör.